# Rucandio (Burgos)
Rucandio ist ein Ort und eine nordspanische Landgemeinde (municipio) mit 72 Einwohnern (Stand: 2024) in der Provinz Burgos in der Autonomen Gemeinschaft Kastilien-León.
Zur Gemeinde gehören neben der Ortschaft Rucandio die Weiler Herrera de Valdivielso, Hozabejas, Huéspeda, Madrid de Caderechas  und Ojeda.

## Lage und Klima
Rucandio liegt im Valle de las Caderechas in etwa 800 m Höhe in der regenreichen Landschaft der La Bureba. Die Provinzhauptstadt Burgos befindet sich ca. 50 km südsüdwestlich entfernt. Das Klima im Winter ist rau, im Sommer dagegen gemäßigt und warm; Regen (ca. 750 mm/Jahr) fällt überwiegend im Winterhalbjahr.

## Bevölkerungsentwicklung
| Jahr      | 1970 | 1981 | 1991 | 2001 | 2011 | 2021 |
| Einwohner | 278  | 157  | 144  | 109  | 81   | 64   |

## Wirtschaft
Die Einwohner der Gemeinde lebten jahrhundertelang als Selbstversorger von der Landwirtschaft (Ackerbau, Weinbau und Kleinviehhaltung).

## Sehenswürdigkeiten
- Magdalenenkirche (Iglesia de Santa María Magdalena)

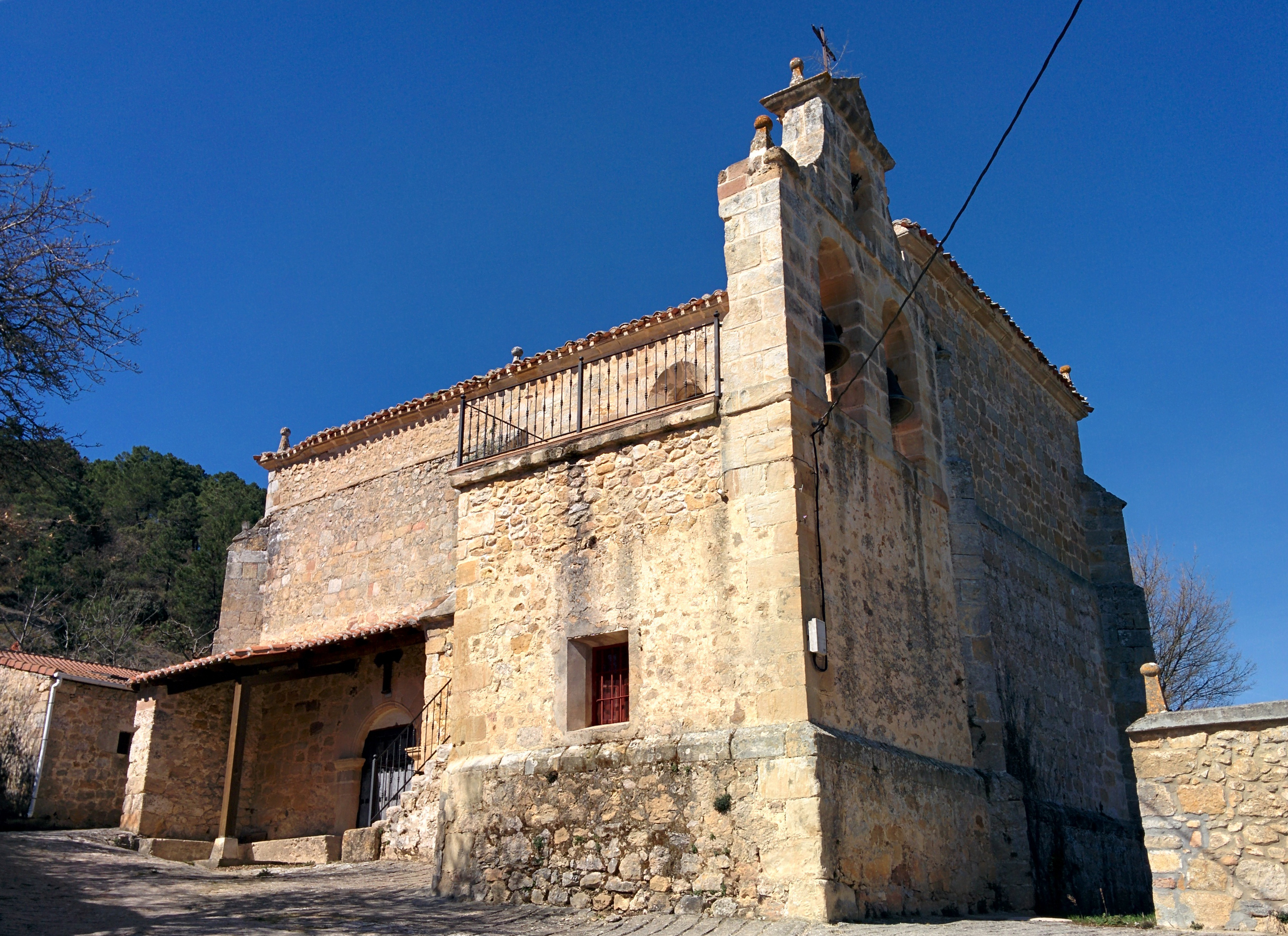
Magdalenenkirche